# Amalda depressa
Amalda depressa är en snäckart som först beskrevs av G.B. Sowerby II 1859.  Amalda depressa ingår i släktet Amalda och familjen Olividae. Inga underarter finns listade i Catalogue of Life.

## Bildgalleri

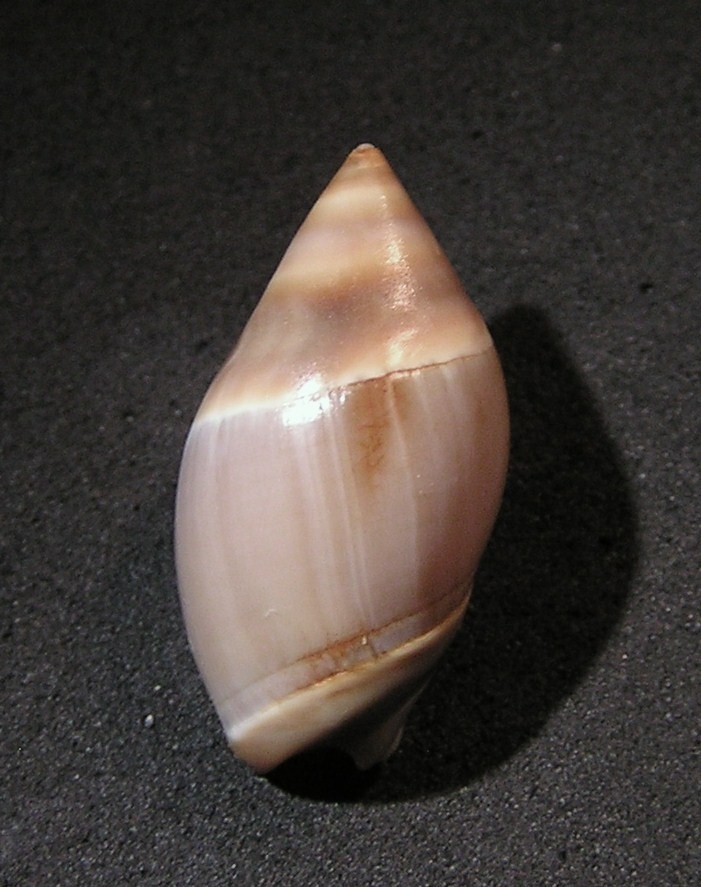